# Buq'ata
Buq'ata (in arabo بقعاتا‎?; in ebraico בוקעאתא‎?) è una città situata nelle alture del Golan, occupate da Israele dal 1967. Dal 1981, in seguito all'adozione della legge sulle alture del Golan, Buq'ata è stata incorporata nel sistema israeliano dei consigli locali. La quasi totalità della popolazione è costituita da siriani di confessione drusa. Buq'ata copre un'area di 7000 dunum (7 km²) ed è compresa tra i monti Hermonit e Varda. Situata a 1070 metri sul livello del mare, contava nel 2017 una popolazione di 6485 abitanti.
Concesso il diritto di ottenere la cittadinanza israeliana in seguito al passaggio della legge delle alture del Golan, la maggior parte dei residenti, come nel resto delle alture del Golan, ha adottato la residenza permanente, ma ha rifiutato la cittadinanza israeliana, mantenendo quella siriana.
Buq'ata è una delle quattro rimanenti comunità druse siriane nella parte occupata da Israele delle alture del Golan, mentre le altre sono Majdal Shams, Ein Qiniyye e Mas'ade. Geologicamente e geograficamente si fa una distinzione tra le alture del Golan e il monte Hermon, essendo il confine segnato dal torrente Sa'ar; tuttavia, amministrativamente di solito vengono raggruppate insieme. Buq'ata e Mas'ade sono sul lato del Golan del confine, caratterizzato da roccia vulcanica nera (basalto), mentre Majdal Shams ed Ein Qiniyye sono sul lato dell'Hermon, quindi sedute su pietra calcarea.